# Дымчатая бурозубка
Дымчатая бурозубка (лат. Sorex fumeus) — вид насекомоядных млекопитающих из семейства землеройковых, распространён в Северной Америке. Этот вид можно спутать с арктической бурозубкой (Sorex arcticus). Часто относят к подроду Otisorex.

## Описание
При общей длине 110—125 мм, включая хвост длиной 37-47 мм и весе 6-11 г, эта бурозубка обладает самым большим весом в восточной части Северной Америки, уступая лишь болотной бурозубке (Sorex palustris). Зимняя шерсть у этих особей тёмно-серая сверху и светло-серая снизу. Однако летом мех на верхней стороне коричневый, а на нижней — светло-коричневый. Изредка на брюхе появляется серебристый оттенок. Смена окраски происходит в октябре или в апреле-мае. Нижняя сторона хвоста светлее, чем верхняя. Весной он становится густым. У молодых особей на кончике хвоста есть кисточка.

## Распространение
Северная граница ареала простирается от юго-восточного Онтарио и южного Квебека до Нью-Брансуика и Новой Шотландии в Канаде. На юге вид доходит до Теннесси, Джорджии и Южной Каролины в США. Предпочитает жить во влажных местах лиственных и хвойных лесов со слоем мха на камнях и пнях. Часто посещает травянистые участки, но не болота вблизи побережья.

## Поведение
Особи могут быть активны как днём, так и ночью. Они прячутся под пнями, между корнями деревьев или под камнями. Питается в основном дождевыми червями и насекомыми, к которым добавляются другие беспозвоночные, мелкие позвоночные и части растений. Особи становятся половозрелыми только после первой зимы. Самки могут размножаться до трёх раз в период с марта по август. В одном помёте рождается от двух до восьми новорожденных. Дымчатая бурозубка иногда посещает подземные норы других бурозубок или грызунов. Численность популяции подвержена значительным колебаниям. Особи не впадают в спячку и активны при температуре до −35 °C.
В случае опасности бросается на спину и перебирает ногами, издавая при этом высокочастотные крики. Запаховые железы на нижней стороне тела, предположительно, используются для поиска пары. По оценкам, особи живут от 14 до 17 месяцев. Опасность для этого вида представляют совы, хищные птицы, лисы, ласки и другие хищники.